# Bronckhorst
Bronckhorst là một đô thị ở Gelderland, Hà Lan. Đô thị này được tạo lập các đô thị Hengelo, Hummelo en Keppel, Steenderen, Vorden, và Zelhem, vào ngày 1 tháng 1 năm 2005. Đô thị mới được đặt tên theo lâu đài thời trung cổ và dòng họ Bronckhorst ở đô thị này.

## Các trung tâm dân cư
Trước đây ở Hengelo:
- Hengelo: 4.700 dân
- Keijenborg: 1'200
- Noordink: 580
- Dunsborg: 500
- Bekveld en Gooi: 420
- Varssel: 390
- Veldhoek: 110

Trước đây ở Hummelo en Keppel:
Achter-Drempt, Eldrik, Hoog-Keppel, Hummelo, Laag-Keppel và Voor-Drempt.
Trước đây ở Vorden:
Delden, Kranenburg, Linde, Medler, Mossel, Veldwijk, Vierakker, Vorden, Wichmond và Wildenborch.
Trước đây ở Zelhem:
De Meene, Halle, Halle-Heide, Halle-Nijman, Heidenhoek, Heurne, Oosterwijk, Velswijk, Wassinkbrink, Winkelshoek, Wittebrink và Zelhem.
Trước đây ở Steenderen:
Baak, Bronkhorst, Olburgen, Rha, Steenderen, Toldijk